# نوریریورد
نوریریورد یک آبدره در شهرداری اورلاند در سون او فیوردانه نروژ است که یکی از نقاط برجسته برای گردشگران است. طول ان ۱۸ کیلومتر و در بعضی از نقاط پهنای آن به ۵۰۰ متر می‌رسد.
این مکان در سال ۲۰۰۵ در میراث جهانی یونسکو به ثبت رسید. همچنین توسط انجمن نشنال جئوگرافی) به همراه آبدره گیرانگر به عنوان میراث طبیعی اول جهان رتبه‌بندی شده‌است.
نوریریورد همچنین الهام بخش انیمیشن منجمد نیز بوده‌است.

## نگارخانه

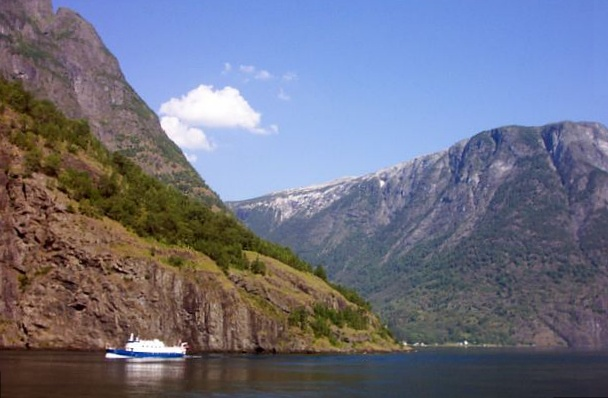
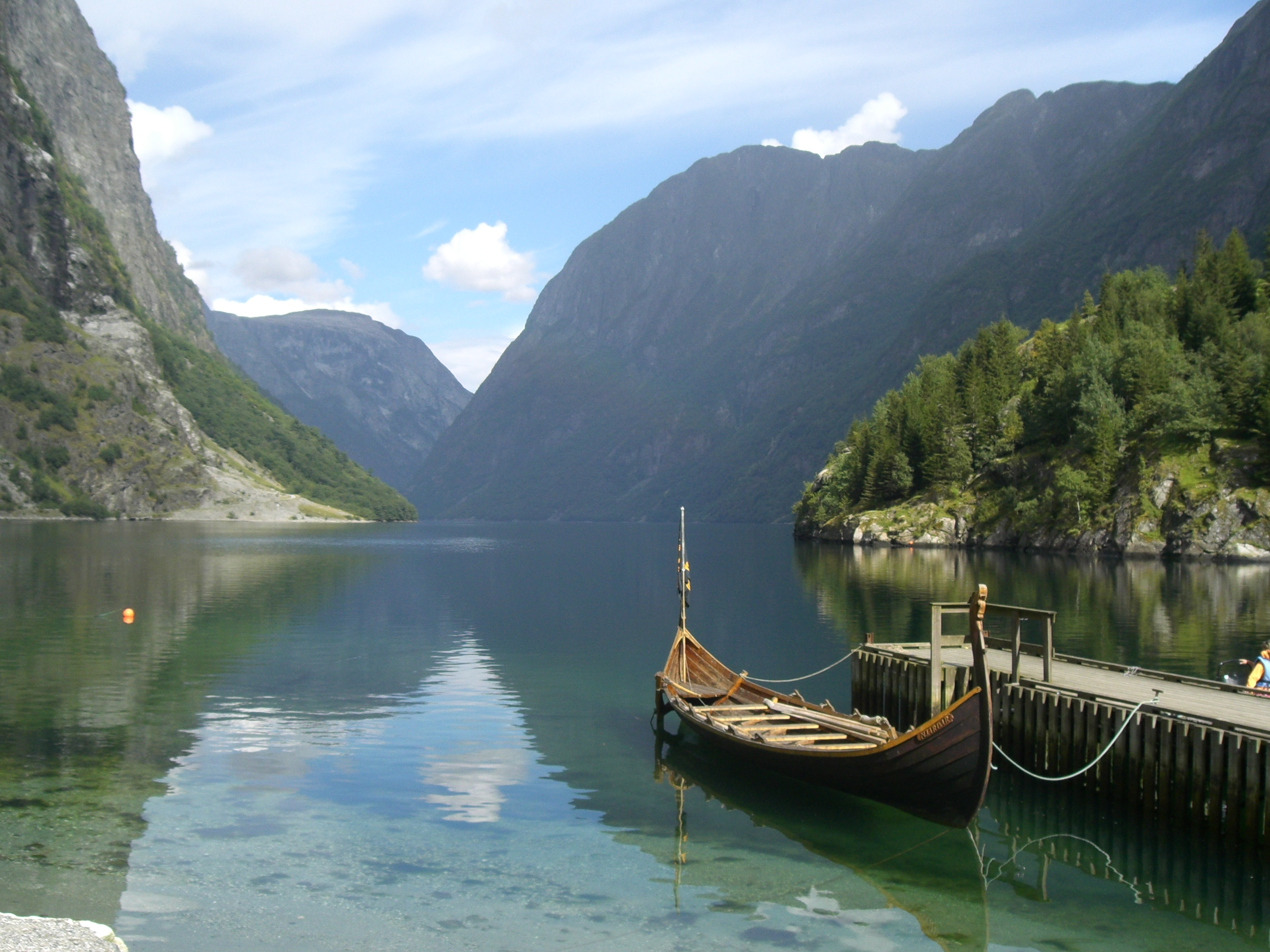
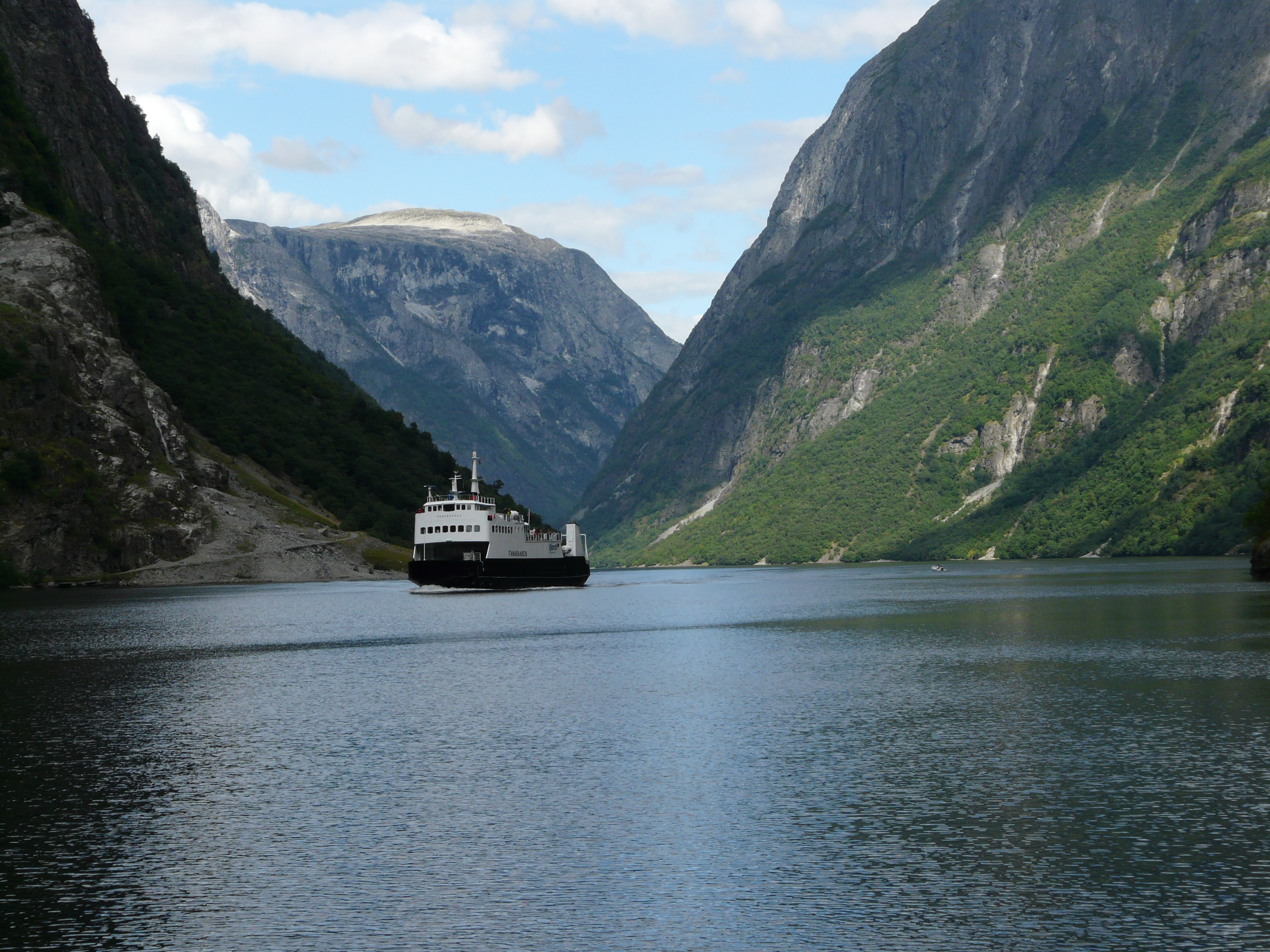
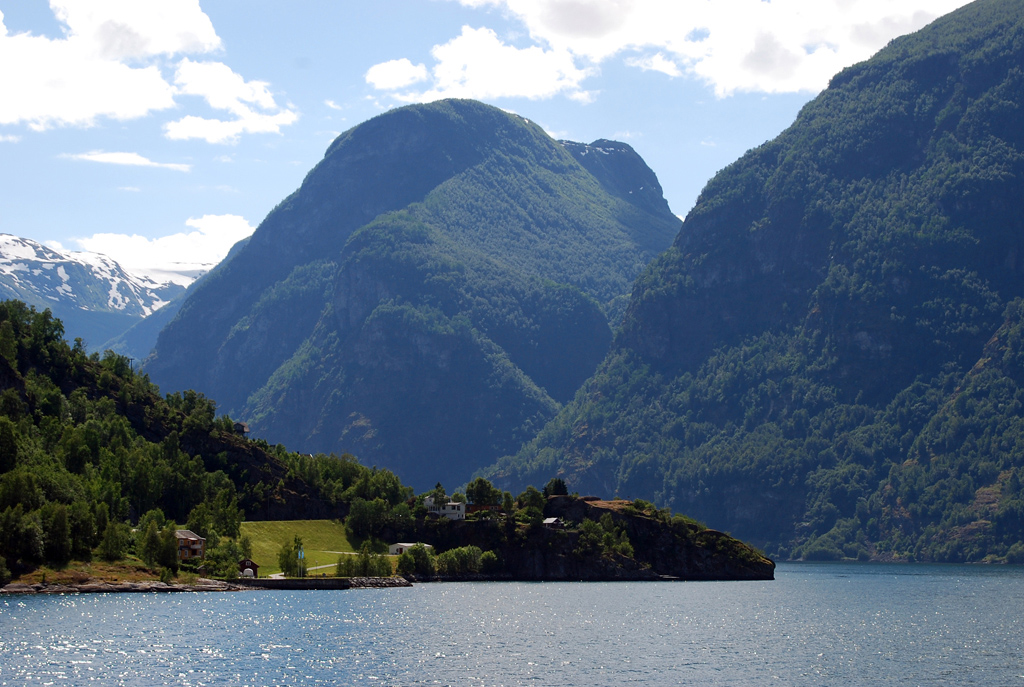
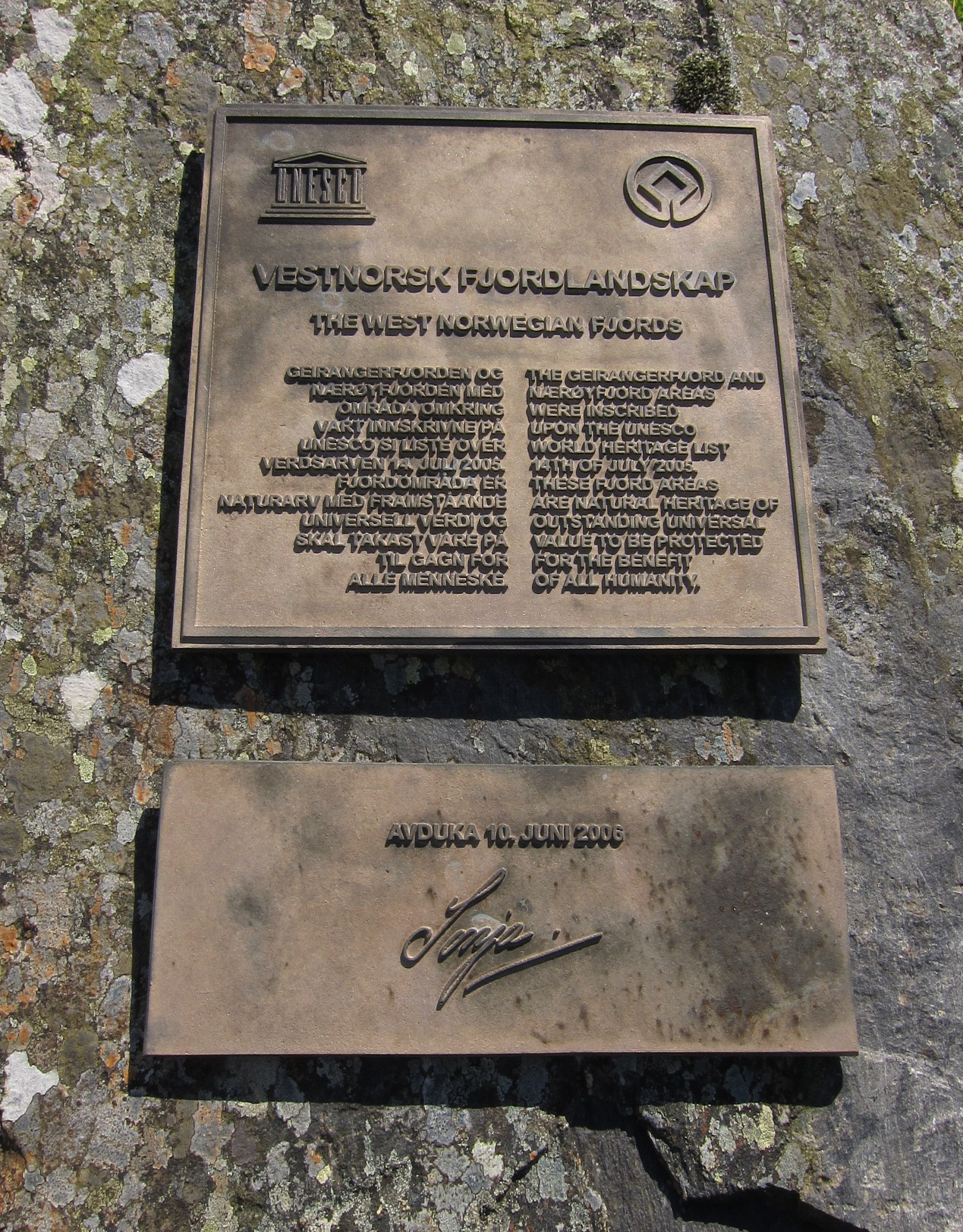